# سالواتوره جونتا
سالواتوره جونتا (انگلیسی: Salvatore Gionta؛ زادهٔ ۲۲ دسامبر ۱۹۳۰) بازیکن واترپلو اهل ایتالیا است.